# Edward Lyons
Edward Lyons QC (* 17. Mai 1926 in Glasgow; † 23. April 2010 in Leeds) war ein britischer Politiker.

## Biografie
Nach dem Zweiten Weltkrieg leistete er zunächst seinen Militärdienst in der British Army und war als Übersetzer für die Russische Sprache in der Britischen Besatzungszone in Deutschland tätig. Im Anschluss absolvierte er ein Studium der Rechtswissenschaften an der University of Leeds. Nach Abschluss des Studiums erfolgte seine Zulassung zum Rechtsanwalt (Barrister). Im Laufe seiner anwaltlichen Tätigkeit wird er zum Kronanwalt (Queen’s Counsel) berufen und praktiziert als solcher in Leeds und London.
Lyons begann seine politische Laufbahn 1966 als Kandidat der Labour Party mit der Wahl zum Abgeordneten des Unterhauses (House of Commons), wo er zunächst bis 1974 den Wahlkreis Bradford East und danach bis 1983 den Wahlkreis Bradford West vertrat. 1981 trat er aus der Labour Party aus und wurde Mitglied der ebenfalls aus der Labour Party ausgetretenen Roy Jenkins, David Owen, Bill Rodgers und Shirley Williams gegründeten Social Democratic Party (SDP). Bei den Unterhauswahlen 1983 erlitt er selbst jedoch eine Niederlage und verlor sein Mandat im Unterhaus.
Nach seinem Ausscheiden aus dem Parlament nahm er wieder seine Tätigkeit als Rechtsanwalt auf. 1994 trat er jedoch wieder der Labour Party als Mitglied bei. Darüber hinaus absolviert er nach seinem Eintritt in den Ruhestand noch ein Postgraduiertenstudium in Europawissenschaften an der University of Leeds und beendet dieses Studium mit einem Bachelor of Arts (B.A. in European Studies).
Er hinterließ seine Frau Barbara und die gemeinsamen Kinder, einen Sohn, eine Tochter und vier Enkel.